# Nordahl Grieg

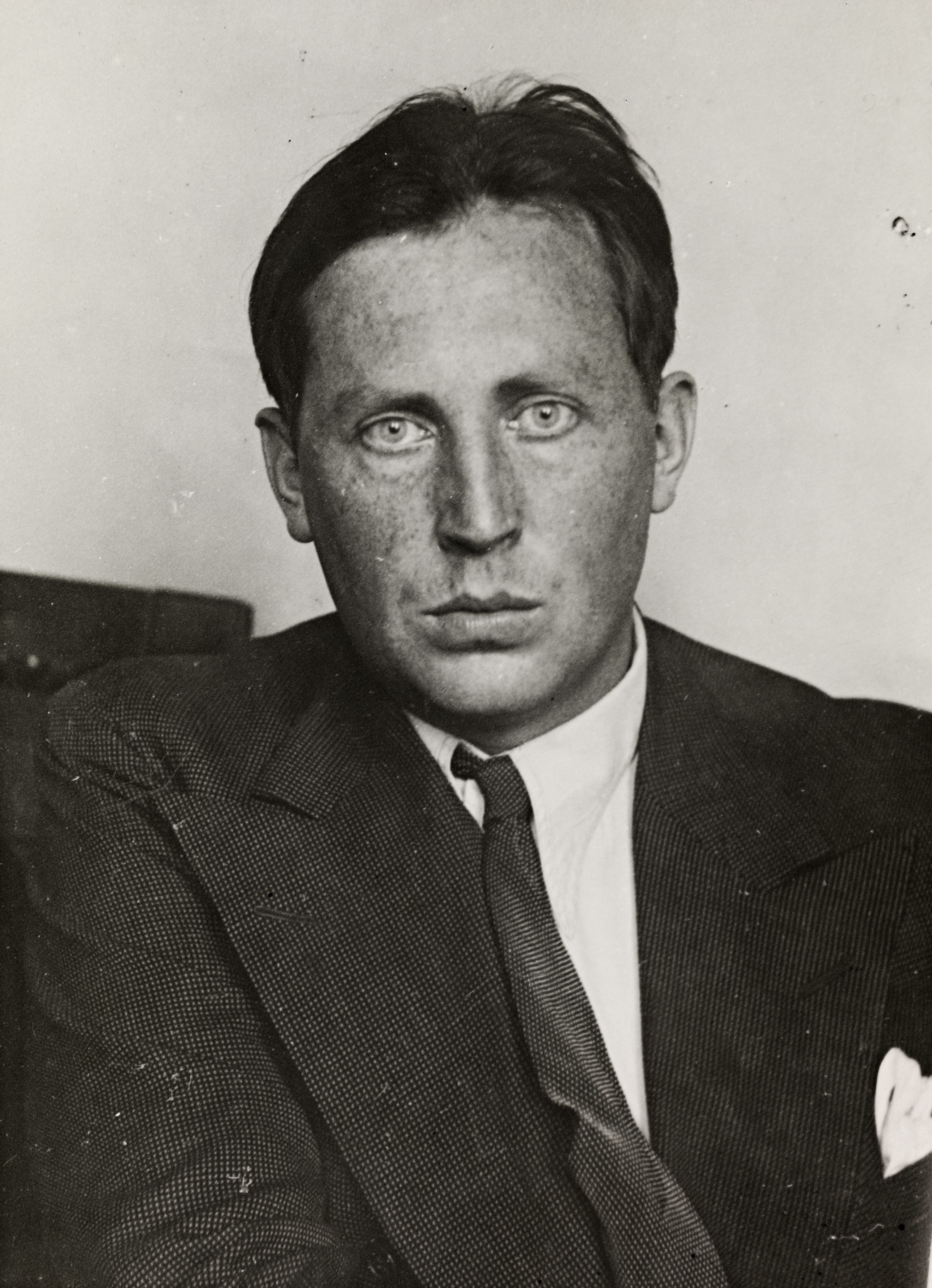
Nordahl Grieg, i början av 1930-talet.

Johan Nordahl Brun Grieg, född 1 november 1902 i Bergen i Norge, död 2 december 1943 i Kleinmachnow utanför Berlin i Tyskland, var en norsk författare, dramatiker, journalist och politisk aktivist. Han dog genom att hans flygplan sköts ner under ett anfall mot Berlin.

## Biografi
Grieg växte upp som den yngste av fyra syskon. Hans föräldrar var lektorn Peter Lexau Grieg (1864–1924) och Helga Vollan (1869–1949). Han fick sitt namn efter släktingen Johan Nordahl Brun — författare och biskop i Bergen. Fadern hade ett starkt litteraturintresse och sonen började redan under gymnasietiden på Bergen katedralskole att skriva dikter och artiklar.
Samma år som han tagit studenten, tog han hyra som lättmatros ombord på lastbåten «Henrik Ibsen» som 1920–1921 seglade till hamnar i  Afrika, Australien och därefter återvände genom Suezkanalen. 1922 debuterade han med diktsamlingen Rundt Kap det gode Haap och romanen Skibet gaar videre utkom två år senare. Romanen blev snart översatt till svenska, finska, ryska, engelska, tyska og nederländska. Båda böckerna är starkt präglade av Griegs erfarenheter av sjömanslivet. Skibet gaar videre var avsedd som en hyllning till sjömansyrket, men fick hård kritik av sjöfolk, som blev sårade av hans framställning. Däremot fick boken i stort sett positiv kritik i pressen. 
Nästa bok blev också en diktsamling: Stene i strømmen, som består av kärleksdikter, dikter med bibliska motiv och några pacifistiska dikter.
Under de första åren av sitt författarskap studerade Grieg filologi och tog 1925 språklig-filosofisk ämbetsexamen vid Universitetet i Oslo med engelska som huvudämne. Han skrev samtidigt för flera tidningar, däribland Tidens Tegn. Under sina resor i Europa sände han hem resebrev för publicering och redan då visade han intresse för att vara i händelsernas centrum.
1927 reste han till Kina där ett inbördeskrig höll på att bryta ut och resultatet blev boken Kinesiske dage. 
Då Grieg reste till Sovjetunionen 1933 stannade han i två år och fick då även bevittna Moskvaprocesserna. Besöket blev starten på ett livslångt politiskt engagemang för Sovjetunionen. Han blev aldrig medlem av Norges Kommunistiska Parti och deltog inte heller i dess valkampanjer, men var ändå tätt knuten till partiet. Själv yttrade han 1935: «Jeg har studert marxismen. Og jo mer jeg trengte inn i den, så jeg at den sosialistiske radikalisme er en livsbefaende radikalisme, ikke en defensiv eller skeptisk radikalisme» Andra, t.ex. Peder Furubotn, som vistades i Moskva under samma tid, hävdade emellertid att han inte uppvisade några djupare teoretiska insikter i den kommunistiska ideologin, och sade senare att «Nordahl Grieg skrev fina artiklar om Sovjetunionen, medan han var där – och senare (. . .) Jag kände ju honom så väl, och hade så många samtal med honom: någon djupare förståelse för innehållet i kommunismen hade han inte.»
I tidskriften Veien Frem försvarade han Stalins utrensningar av motståndere, bekanta som Moskvaprocesserna, i artikeln «Dramaet i Moskva» i februari 1937. Där angrep han åtta norska författare som kritiserat Moskvaprocesserna. De utgjorde också bakgrunden till romanen Ung må verden ennu være. De övergrepp som han bevittnade förändrade inte hans syn på Sovjetunionen. Grieg var den ende bland Norges kända intellektuella som uppfattade Stalins politik, med förföljelser av motståndare, som ett nödvändigt ont vid byggandet av kommunismen. 
Grieg anslöt sig till den officiella sovjetiska inställningen till Trotskij och skrev en rad artiklar där han kritiserade personer som hade solidariserat sig med Trotskij. Under åren 1935–40 var han ordförande i föreningen Sovjetunionens Venner, som samarbetade med NKP och hade bildats 1928 på initiativ av Komintern. Grieg engagerade sig också mot humanismen som Nansenskolen presenterade som sin filosofi och livshållning i slutet av 1930-talet och ansåg i likhet med många kommunister att humanismen var en reaktionär och borgerlig ideologi.

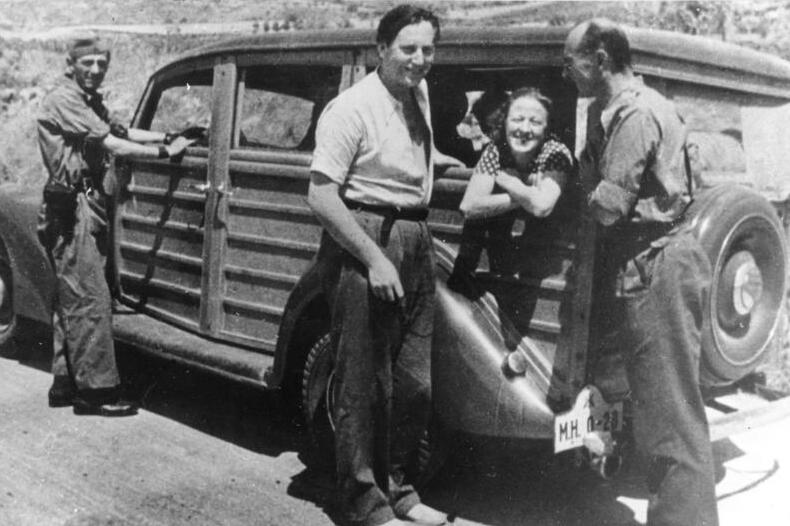
Nordahl Grieg i Spanien 1937 under det spanska inbördeskriget tillsammans med journalisten Gerda Grepp och författaren Ludwig Renn, som då var kommendant för Thälmann-bataljonen i de internationella brigaderna.

När Grieg återkommit till Bergen 1935 påbörjade han ett samarbete med teaterchefen Hans Jacob Nilsen. Grieg hade den sovjetiska avantgardeteatern som förebild, där man använde ljus, ljud och montage av kontrasterande scener, på samma sätt som i samtida film. Grieg skrev pjäser som var skarpa vidräkningar med olika samhällsföreteelser och som tvingade publiken att ta ställning.
Mellan 1936 och 1937 gav Grieg ut den politiska tidskriften Veien Frem, och fick först med sig flera kända storheter, men de allra flesta föll ifrån då tidskriften intog en stalinistisk ståndpunkt i diskussionen om Moskvaprocesserna. Den upphörde redan efter ett år. Året därpå for Grieg som krigskorrespondent till Spanien för att rapportera från inbördeskriget och han skrev reportageboken Spansk sommer. 
Finnmark fylke var en landsända som Grieg tyckte mycket om och 1939 planerade han en större Finnmarks-roman. Men den fick skjutas på framtiden då han samma år blev inkallad till nøytralitesvakten.
Efter fullgjord tjänstgöring i Finnmark påbörjade han ett historiskt skådespel, Svaneskriket, med ett tema från Wergelandstiden. Den 8 april 1940 presenterade han ett utkast för Hans Jacob Nilsen i Oslo. Men senare händelser gjorde att manuskriptet gick förlorat. För i och med den tyska invasionen av Norge följande natt fick Grieg helt annat att tänka på. Att fly var det inte tal om utan han ville slåss. Kriget som nu kommit till Norge kunde han inte bara iaktta, utan han måste delta i det aktivt. Han anmälde sig till den norska armén och ingick i vaktmanskapet när Norges Banks guldreserv fraktades över Nordsjön till Storbritannien. På färden till Tromsö med fiskebåten Alfhild skrev han dikterna Kongen och 17 mai 1940 (I dag står flaggstangen naken...). Och sistnämnda dikt lästes den 17 maj 1940 upp i en utsändning från Tromsø radio.

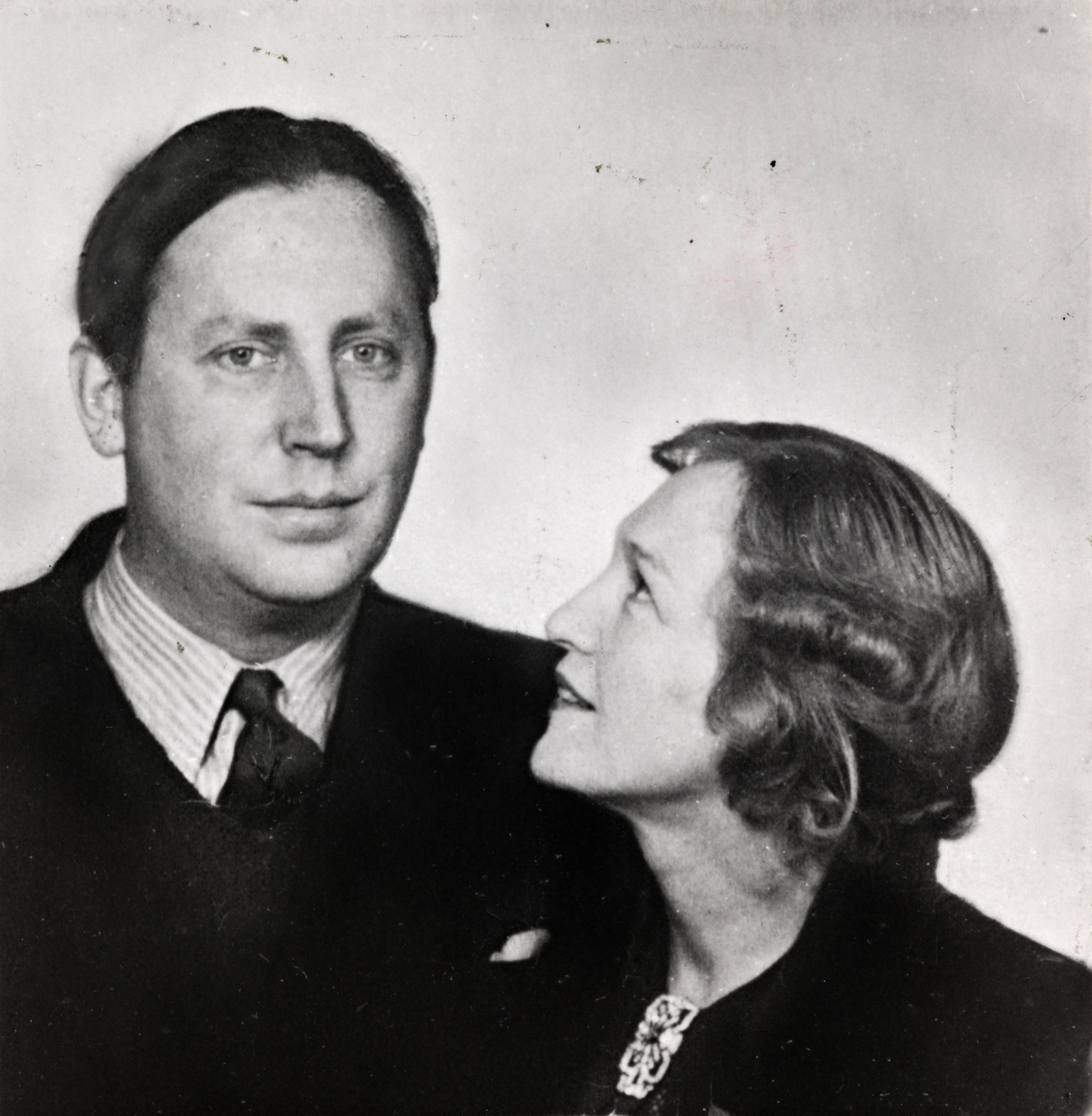
Nordahl Grieg gifte sig med Gerd Egede Nissen i London år 1940

När han hade kommit fram till Storbritannien fortsatte han att leva upp till sin föresats att kämpa för Norges frihet. Det fick nu ske med pennan och med stämman som vapen. Han skrev artiklar och dikter och turnerade med uppläsningar överallt där norrmän var stationerade: USA, Kanada, Island och Jan Mayen. På så sätt bidrog han till höjd moral och kampvilja. Ibland återgick han också till rollen som krigskorrespondent. Han genomgick flera officerskurser och blev vintern 1942 befordrad till kapten.

### Död

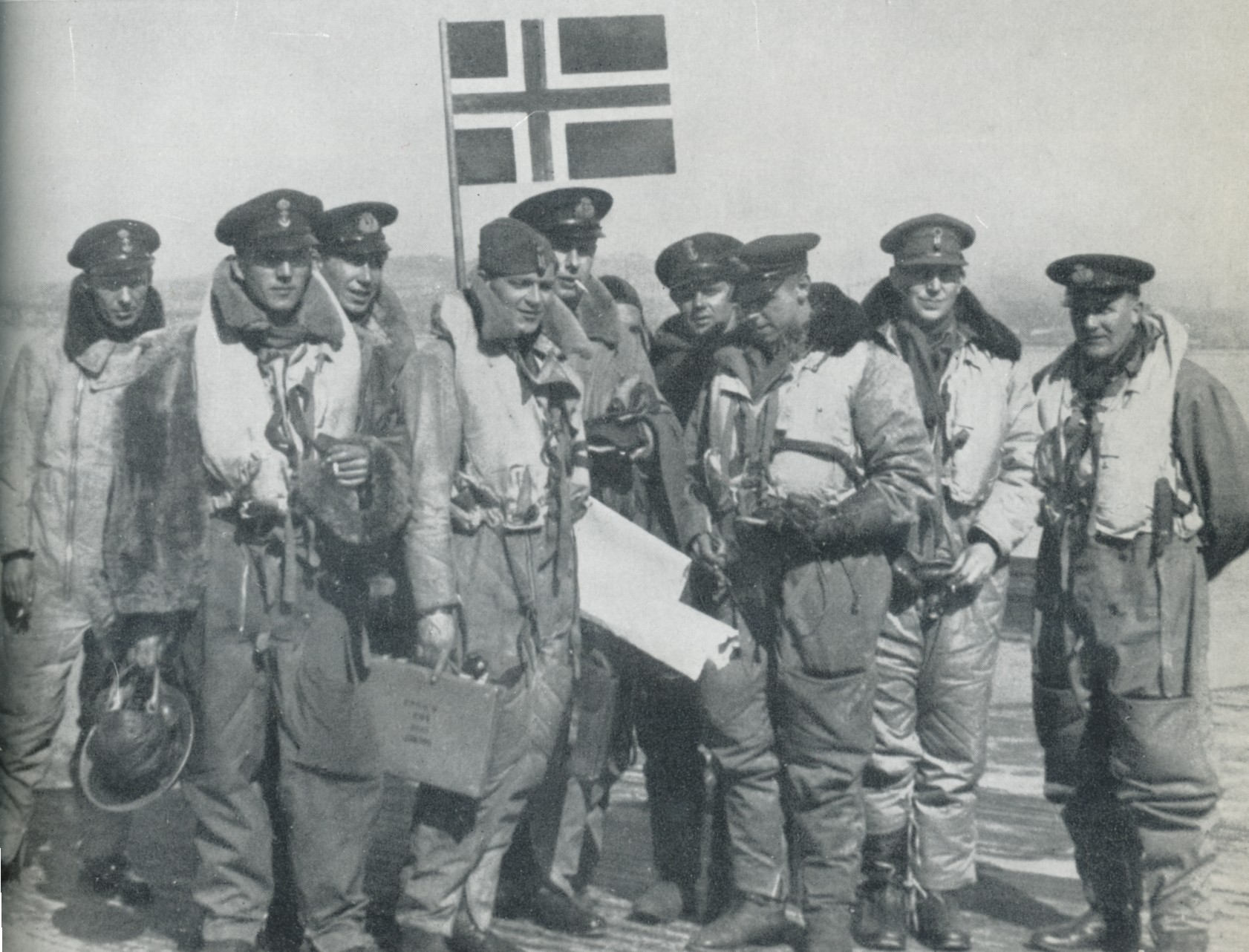
Mannskapet på Vingtor den 1 till 2 maj 1942. Grieg är den andre från höger.

Hösten 1943 började de allierade en stort upplagd bomboffensiv mot Berlin. Grieg ville delta och till sist fick han tillåtelse att följa med ett av bombplanen, en Avro Lancaster vid 460 Squadron RAAF, som korrespondent under en nattlig bombräd mot Berlin. Vid 20-tiden fick Grieg se Berlin från luften, men efter att bomblasten hade fällts över målet, blev planet träffat av luftvärnseld. Det fattade eld och störtade i Machnower See, vid Hakeburgs herrgård i Kleinmachnow sydväst om Berlin. Ingen av de åtta i besättningen överlevde. Omkring 90 av de 1 000 brittiska plan som hade satt kurs mot Berlin den natten blev nedskjutna. Trots bombnattens kaos gjorde sig tyskarna omaket att registrera och begrava de omkomna, troligen på Döberitz militärförläggnings begravningsplats enligt dokument som återfanns 2002. De sju australiska besättningsmedlemmarna blev alla identifierade. Beträffande den åttonde omkomne kunde man bara notera att han bar en silveramulett om halsen med inskriptionen Nordahl. Han hade avsiktligt låtit sina identitetshandlingar ligga kvar i London.
Väl medvetna om Griegs betydelse som nationellt samlande symbol lade de norska myndigheterna efter kriget ned stora ansträngningar på att hitta kroppen. Begravningsplatsen i Dallgow-Döberitz låg dock i den sovjetiska ockupationszonen efter kriget och togs ur bruk och jämnades med marken 1952. Kroppen har inte återfunnits, men en del av flygplanet finns idag på den norska ambassaden i Berlin.

## Nordahl Griegs författarskap
Nordahl Grieg var en författare som ständigt utvecklades. På 1920-talet var han splittrad mellan det yttre och det inre livets teman. På 1930-talet var han splittrad mellan tro och tvivel och mellan handling och författarskap som medel i kampen mot fascismen. Tvivlen blev starkare på 1940-talet, speciellt vad gällde frågan om vad en enskild människa ska kunna klara av att uträtta.
I debutromanen beskrivs förhållandena ombord på en lastbåt. Det är sjömanslivets mörka sidor, som dominerar: könssjukdomar, vilda slagsmål, hårt arbete, ond bråd död och självmord. Men det finns också soliga sjöskildringar. Nordahl Grieg framställer människorna som systemets slavar. Många dukar under, men skeppet seglar obönhörligt videre, som en ond kraft i sig själv.  
Därpå var Grieg upptagen av människans inre liv. I diktsamlingen «Stene i strømmen», skildras den svåra kärleken. I pjäsen Barrabas låter Grieg det välbekanta bibliska temat återspegla problematiken i valet mellan de goda och de mycket starkare onda krafterna. Pjäsen En ung mands kjærlighet handlar om en man, som dras till tre olika kvinnor.
Under en resa till Nordnorge upptäckte han en ny sida av sitt hemland. Innan han skrev nästa diktsamling, som fick namnet Norge i våre hjerter, reste han runt i Norge för att få inspiration. Diktsamlingen var en kärleksförklaring till det goda Norge och förhärligade folkets liv i fosterlandet. Kritiken hade sina kontraster: vissa hyllade honom som den kanske störste fosterlandsdiktaren sedan Henrik Wergeland, medan det från vänsterorienterat håll kom orättvisa beskyllingar om att han sympatiserade med Fedrelandslaget. Grieg fick därför tills vidare nog av att vara fosterlandsdiktare.

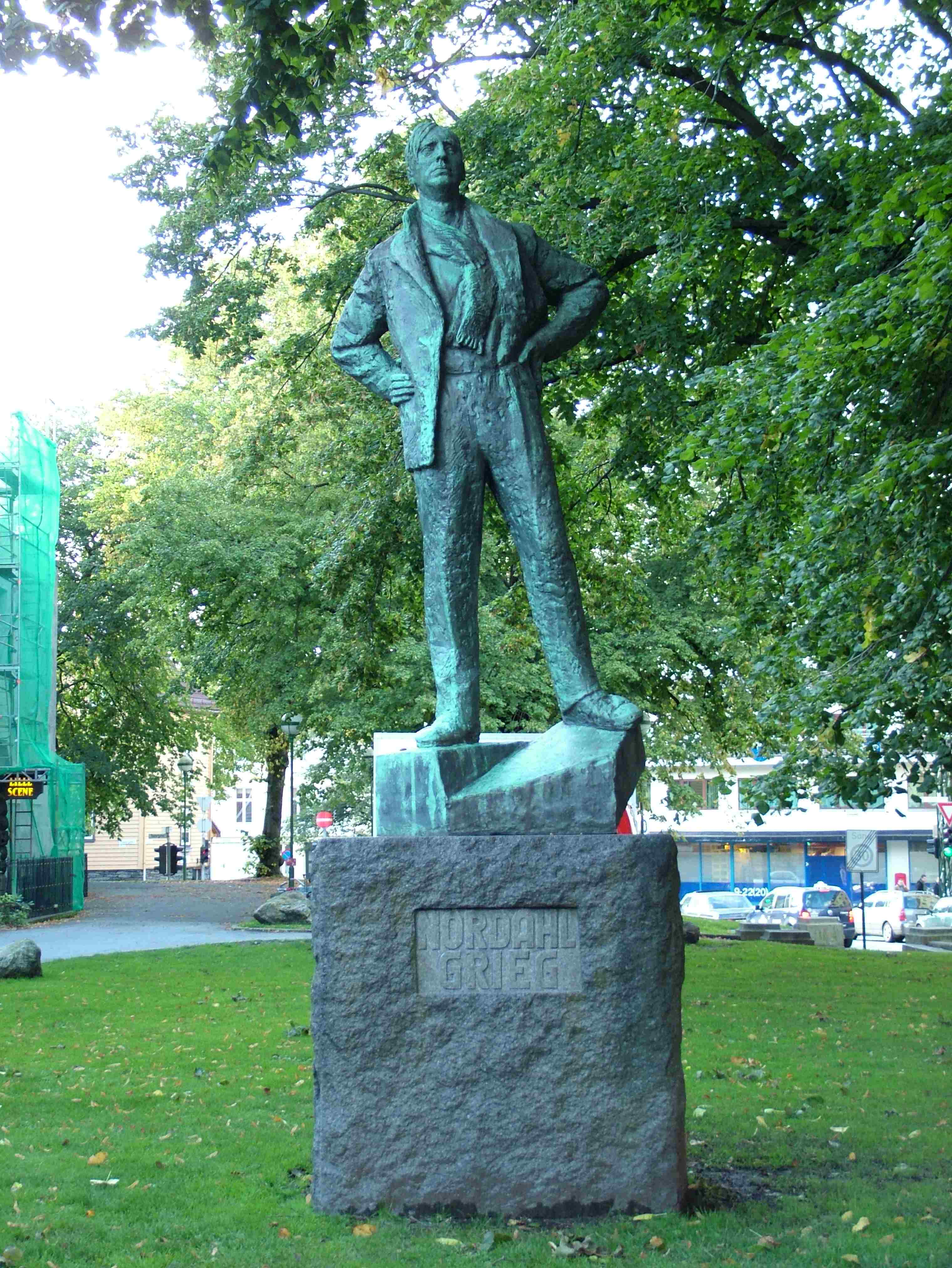
Statyn utanför Den Nationale Scene i Bergen.

Han återvände till ett bekant tema med pjäsen Atlanterhavet, som handlar om en förälskad ung man som känner oro inför tidens tekniska framsteg. Men Grieg var missnöjd med att pjäsen saknade poesi och ansåg att karaktärsskildringarna var för svaga. Senare menade han att Atlanterhavet och En ung mands kjærlighet styrde ut på farvatten, som han inte behärskade och han beslöt att de båda verken inte längre skulle ingå i hans verkförteckning. Av den anledningen är de heller inte medtagna i författaren samlade verk.
Han drog emellertid lärdom av fiaskot och skrev de två pjäserna:Vår ære og vår makt och Nederlaget, som blev avsevärt bättre mottagna av kritiken. Kampen mot det onda medförde också en återgång till grundtemat i debutromanen  «Skibet gaar videre». Precis som i Vår ære og vår makt
riktas det i romanen Ung må verden ennu være ett kraftfullt angrepp på krigsprofitörer och på kapitalismen. Huvudpersonen Leonard Ashley i Griegs sista roman, Ung må verden ennu være, har till en början klara likheter med Benjamin Hall i Skibet gaar videre. Båda möter en för dem okänd värld, men till skillnad mot Leonard väljer Benjamin att ta sitt ansvar och kämpa mot den omänskliga härskande makten. Båda två väljer destruktiva och självdestruktiva utvägar i besvikelsen över oinfriade förväntningar. Efter att ha angripit pacifisterna i Nederlaget, lät Grieg sin romanfigur i Ung må verden ennu være stå som exempel på det han uppfattade som pacifismens skadlige sidor.
År 1936, mitt emellan Vår ære og vår makt och Nederlaget, utkom dramat Men imorgen, ännu en produkt av Griegs nya politiska dagordning efter Moskvavistelsen. Stycket blev inte samma framgång som de båda andra pjäserna, även om författaren själv kom att betrakta det som sitt favoritdrama. Temat är den framväxande rustningsindustrin där ett familjeföretag börjar tillverka giftgas, men ett misslyckat experiment leder till, att några arbetare mister livet. De följande konflikterna och händelserna, som i stycket skildras genom en direktörsfamilj, avslöjade emellertid kontrasten mellan hans borgerliga rötter och politiska ståndpunkter. 
Mot slutet skulle emellertid Griegs talanger som fosterlandsdiktare visa sig vara ovärderliga. Den tyska ockupationen blev en ny vändpunkt i hans vidare författarskap. Han hyllade nu flaggan, norrmannen och Norge och han gjorde det på ett sådant sätt, att det gav honom en bestående plats i den norska nationella medvetandet lika väl som i norsk litterär kanon.

## Eftermäle
1945 utgavs en samling av Griegs dikter, Friheten, som fortfarande är den mest sålda norska diktsamlingen någonsin.
Utanför Den Nationale Scene i Bergen avtäcktes den 10 november 1957 en Nordahl Grieg-staty. Musikalen Nordahl i våre hjerter av Erling Gjelsvik och Knut Skodvin sattes upp på samma teater 1990.

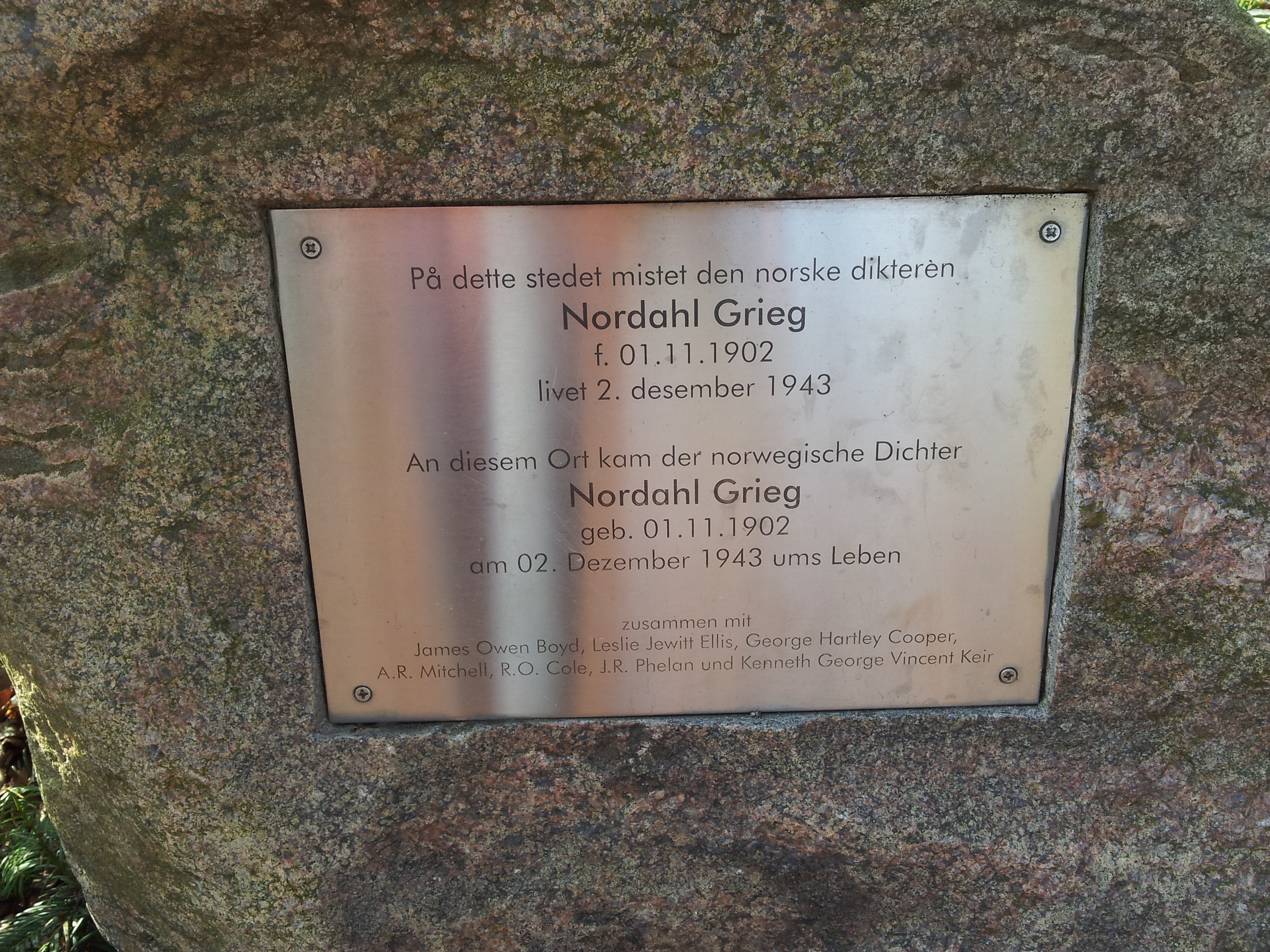
Minnesstenen som restes 2003 i Kleinmachnow.

I Kleinmachnow utanför Berlin restes 2003 en minnessten över Nordahl Grieg vid den plats där hans flygplan störtade. Varje första helg i december arrangeras "Nordahl Griegs minneslopp" av den lokala löparföreningen, ett tio kilometer långt lopp som passerar minnesstenen. 
I efterspelet till terrorattentatet 2011 var Griegs dikt Til Ungdommen (i en version tonsatt av Otto Mortensen efter hans död) en av flera dikter och sånger som användes vid minneceremonierna. Griegs roll som "Norges nye folkdiktare" efter den 22 juli var emellertid inte okontroversiell. Idéhistorikern Gudmund Skjeldal uttalade i Morgenbladet att Grieg också har blivit "Natos diktare, författaren som kan användas till att välsigna Norges deltagande i kriget i Afghanistan" och ansåg att det är problematiskt med tanke på författarens försvar av Stalin. Skjeldal jämförde Nordahl Grieg med Knut Hamsun, och sa att "om vi ska vara speciellt uppmärksamma vid läsningen av Hamsuns texter, bör vi i vart fall ställa frågor också rörande Grieg". Skjeldal menade att Grieg i Til ungdommen "manar fram en oförsonlig och härdad människa som ideal, som det inte är lätt att bekänna sig till idag". Skjeldal skildrar i sin biografi Diktaren i bombeflyet från 2012 en motsatsfylld personlighet: "Från en solid beundran för det brittiska imperiet och allt brittiskt, kombinerat med högstämd kärlek till nationen och landet Norge, till ett obrutet och hårdhudat försvar av stalinismens mord och rättsliga övergrepp.» Han såg i Nordahl Grieg en författare som kastat humanismen över bord.